# Scopifera phrygialis
Scopifera phrygialis är en fjärilsart som beskrevs av William Schaus 1916. Scopifera phrygialis ingår i släktet Scopifera och familjen nattflyn. Inga underarter finns listade.